# Laem Chabang
Laem Chabang (Thais:: แหลมฉบัง) is een stad aan de Golf van Thailand met de grootste haven van Thailand. Laem Chabang heeft zo'n 60.000 inwoners (2006 : 61.801).

## Ligging
Laem Chabang is een relatief kleine stad. Ze ligt in de provincie Changwat Chonburi. De haven ligt zo'n 25 km ten noorden van Pattaya, en ten zuiden van de stad Chonburi.

## Economie en infrastructuur
De grote haven bepaalt het economisch leven in de stad. Ze is de 21e containerhaven van de wereld (2008). Het grootste deel van de in- en uitvoer van Thailand gebeurt langs hier.

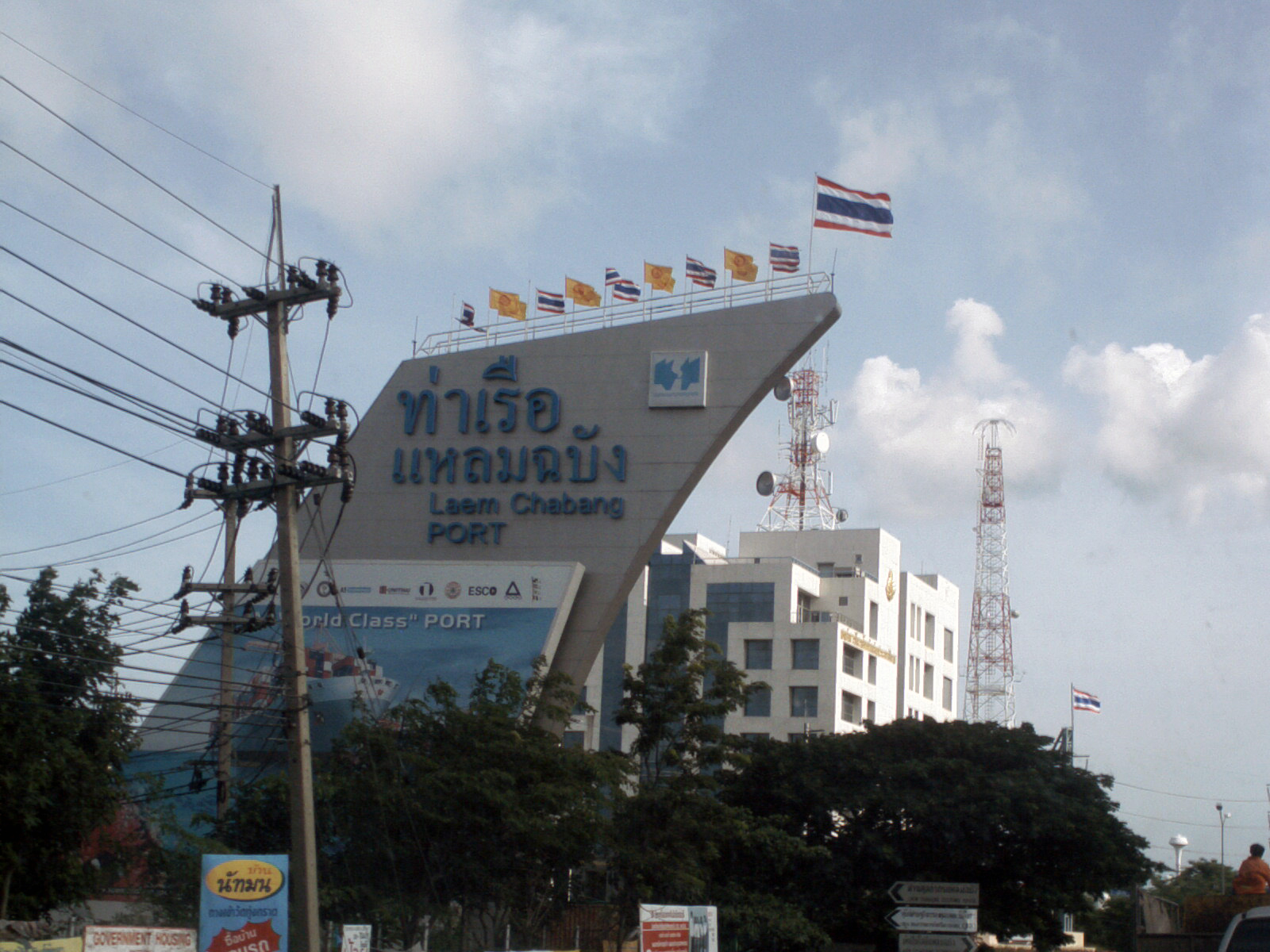
Toegang tot de haven van Laem Chabang

Exxon Mobil heeft hier een olieraffinaderij.